# Tour de Szeklerland
O Tour de Szeklerland (em rumano: Tour Tinutului Secuiesc) é uma carreira ciclista profissional por etapas que se disputa na Romênia no País Sículo (Transilvânia).
Começou-se a disputar em 2007 como carreira amador. Desde o 2008 faz parte do UCI Europe Tour, dentro a categoria 2.2 (última categoria do profissionalismo).

## Palmarés
Em amarelo: edição amador.
| Ano  | Ganhador            | Segundo             | Terceiro            |
| ---- | ------------------- | ------------------- | ------------------- |
| 2007 | Zoltán Remák        | Péter Kusztor       | Rida Cador          |
| 2008 | Martin Hebík        | Gergely Ivanics     | Svetoslav Tchanliev |
| 2009 | Vitaliy Popkov      | Istvan Cziraki      | Aurélien Passeron   |
| 2010 | Evgeni Gerganov     | Walter Pedraza      | Bruno Rizzi         |
| 2011 | Florian Bissinger   | Ioannis Tamouridis  | Martin Grashev      |
| 2012 | Vitaliy Popkov      | Anatoliy Pakhtusov  | Matej Marin         |
| 2013 | Georgi Georgiev     | Vitaliy Popkov      | Laurent Evrard      |
| 2014 | Stefan Hristov      | Georgi Georgiev     | Oleg Berdos         |
| 2015 | Clemens Fankhauser  | Oleg Zemlyakov      | Serghei Țvetcov     |
| 2016 | Kiril Pozdniakov    | Alexandr Shushemoin | Matej Mugerli       |
| 2017 | Patrick Bosman      | Christian Mager     | Nicolae Tanovitchii |
| 2018 | Nicolae Tanovitchii | Oleksandr Prevar    | Andrii Bratashchuk  |
| 2019 | Jonas Rapp          | Paolo Totò          | Dominik Hrinkow     |

## Palmarés por países
| País       | Vitórias |
| ---------- | -------- |
| Bulgária   | 3        |
| Ucrânia    | 2        |
| Áustria    | 2        |
| Alemanha   | 2        |
| Chéquia    | 1        |
| Eslováquia | 1        |
| Rússia     | 1        |
| Moldávia   | 1        |